# Robert Webb (erpetologo)
Robert Gravem Webb (Long Beach, 18 febbraio 1927 – 18 settembre 2018) è stato un erpetologo statunitense.
Professore emerito in scienze biologiche della University of Texas at El Paso, era considerato uno dei massimi studiosi dei rettili della Sierra Madre Occidentale, ed in generale degli Stati Uniti sudoccidentali e del Messico.
Ha all'attivo molte decine di pubblicazioni. In suo onore, Robert Bryson, James Ray Dixon e David Lazcano Villareal hanno battezzato Lampropeltis webbi una nuova specie di colubride scoperta nel 2000 e da loro descritta nel 2005.
| Webb è l'abbreviazione standard utilizzata per le specie animali descritte da Robert Webb. Categoria:Taxa classificati da Robert Webb |